# Рижувка (Підляське воєводство)
Рижувка (пол. Ryżówka) — село в Польщі, у гміні Краснополь Сейненського повіту Підляського воєводства.
Населення — 50 осіб (2011).
У 1975-1998 роках село належало до Сувальського воєводства.

## Демографія
Демографічна структура станом на 31 березня 2011 року:
|          | Загалом | Допрацездатний вік | Працездатний вік | Постпрацездатний вік |
| -------- | ------- | ------------------ | ---------------- | -------------------- |
| Чоловіки | 28      | 7                  | 19               | 2                    |
| Жінки    | 22      | 2                  | 14               | 6                    |
| Разом    | 50      | 9                  | 33               | 8                    |